# Nämdö kyrka
Nämdö kyrka är en kyrkobyggnad på Nämdö i Stockholms stift. Den är församlingskyrka i Djurö, Möja och Nämdö församling i Stockholms stift.

## Kyrkobyggnaden
Nuvarande kyrka på Nämdö är den fjärde i ordningen. Första kända kyrkobyggnaden var ett kapell byggt någon gång före 1630 och som brändes ned av ryssarna 1719. I närheten låg ett annat kapell från 1702 som 1798 ersattes av en åttakantig kyrka i gustaviansk stil.
Nuvarande kyrka invigdes 1876 och ligger nära första kyrkplatsen. Ritningarna är gjorda av byggmästare Gustaf Blomquist och bearbetade av arkitekt John Smedberg. Kyrkan har en stomme av trä och består av rektangulärt långhus med en lägre och smalare korutbyggnad i öster. I den polygonala korutbyggnaden är sakristian inrymd. Vid långhusets västra kortsida finns kyrktornet med huvudingång.

## Inventarier
- Altarskåpet i Lübeckstil är från slutet av 1400-talet. Länge låg skåpet på kyrkans vind och var illa medfaret. 1940 sattes skåpet upp över kyrkans altare.
- Dopfunten i vitmålat trä är tillverkad 1958 av Bernhard Nilsson. Dopfunten i Djurö kyrka har varit förebild.
- Orgeln. Fram till 2013 hade Nämdö kyrka ett enkelt harmonium. Genom en lokal insamling och många lokala arbetsinsatser kunde en begagnad orgel från firman Åkerman & Lund köpas från Mellösa församling. Denna anpassades och installerades sommaren 2013 av Hans-Petter Schröder från Åkerman & Lund på läktaren i Nämdö kyrka, med ett mycket lyckat resultat. Nämdö kyrka har nu ett mycket trevligt gudstjänst- och konsertinstrument. Orgeln är mekanisk med tolv stämmor fördelade på två manualer och pedal. Ursprungligen är orgeln från 1972.

### Webbkällor
- Djurö, Möja och Nämdö församling
- Nämdö kyrka, Stockholm 2008, © Stockholms stift, Text: Susanna Detthoff, Foto: Mattias Ek
- Wikimedia Commons har media som rör Nämdö kyrka.